# Den fula ankungen (film)
Den fula ankungen (ryska: Гадкий утёнок, Gadkij utionok) är en sovjetisk tecknad film från 1956 skapad av filmstudion Sojuzmultfilm och baserad sagan med samma namn av H.C. Andersen.

## Handling
En ankunge kläcks som inte ser ut som sina syskon. Den fula ankungen hånas av sina syskon och utstött av sina egna för han syn på svanar.

## Rollista
- Nikolaj Litvinov — berättarröst
- Georgij Vitsin — kalkonhane / tuppar / gås / katt
- Julia Julskaja — den fula ankungen
- Georgij Milljar — kalkonhona

## Filmteam
- Manus — Georgij Berezko
- Regissör — Vladimir Degtiarev
- Scenograf — Boris Petin, Vasilij Ignatov
- Kompositör — Eduard Kolmanovskij
- Filmfotograf — Nikolaj Vojnov
- Ljudtekniker — Georgij Martynjuk
- Regissörsassistenter — Galina Ljubarskaja, V. Jegorova
- Scenografassistent — A. Dudnikov
- Animatörer — Viktor Lichatjev, Nikolaj Fjodorov, Igor Podgorskij, Jelizaveta Komova, Mstislav Kupratj, Sergej Stepanov, Vadim Dolgich
- Dekoratörer — Irina Trojanova, Jelena Tannenberg, Dmitrij Anpilov, Irina Prokofijeva

## Videoutgåvor
På 1980-talet släpptes filmen för första gången på videokassetter av Goskinos videoprogram på SECAM-systemet. I början av 1990-talet och 1999, släpptes filmen i Ryssland på VHS av Krupnyj Plan. I mitten av 1990-talet släppte Studio PRO Video filmen på VHS i en samling tillsammans med andra tecknade sovjetiska filmer, även studion Sojuz Video släppte filmen tillsammans med andra filmatiseringar av Andersens sagor (en utgåva från 1995 och en från 1997).
I början av 2000-talet restaurerades den tecknade filmen och släpptes på DVD av föreningen Krupnyj Plan och studion Sojuz Video i HC Andersen-samling tecknade filmer, samt i den andra upplagan av Zolotoj kollektsii ljubimych multfilmov från 2003.

## Nyutgåva
1990 klipptes filmen delvis om och inkluderades i en annan samling tecknade filmer (mindre scener klipptes bort, en del av slutet togs bort och rösterna för alla karaktärer fick nya röster). Förutom denna innehöll samlingen ytterligare två tecknade filmer: Korolevskije zajtsy och En förtrollad pojke. Dessa två tecknade filmer klipptes också om. Mellan de filmerna visades nydubbade fragment med John Blund från den tecknade filmen "Snödrottningen". I mitten av 1990-talet släpptes filmen i VHS-samlingen Lutjsjich sovetskich multfilmov (Лучших советских мультфильмов) av Studio PRO Video på videokassetter.